# James Halliday McDunnough
James Halliday McDunnough (Toronto, 10 mei 1877 - Halifax, 23 februari 1962) was een Canadese entomoloog en musicus. Hij is voornamelijk bekend geworden door zijn publicaties over de vlinders en haften van Noord-Amerika.
Tijdens zijn studententijd in Toronto kreeg McDunnough interesse in vlinders en begon hij ze te verzamelen. Na zijn opleiding ging hij in 1897 naar Berlijn om een muziekopleiding te volgen bij Joseph Joachim, een bekende violist in die tijd. Hij ontmoette daar bekende componisten zoals Richard Strauss en Aleksandr Glazoenov. Als professioneel violist speelde McDunnough bij het Symphony Orchestra of Glasgow in Schotland, waarschijnlijk in 1903-04. Daarna besloot hij dat zijn interesse niet bij de muziek lag en ging hij terug naar Berlijn om een studie zoölogie te volgen aan het Kaiser Wilhelm Institut. Ook schreef hij zich in voor een opleiding aan het Queen's University in Kingston (Ontario). Beide studies rondde hij in 1909 succesvol af. In dat jaar keerde hij terug naar Noord-Amerika en trouwde hij met Margaret Bertels uit Berlijn. Na een korte tijd te hebben gewerkt bij het Marine Biological Laboratory, kreeg hij de kans om bij de Amerikaanse chirurg William Barnes te gaan werken als conservator van zijn vlindercollectie, voor het in die tijd riante salaris van 100$ per maand. Hij zou deze functie voor een periode van 9 jaar vervullen. Gedurende die tijd publiceerde hij 67 artikelen waarbij William Barnes als coauteur was vermeld. Negen artikelen van zijn hand verschenen zonder de coauteurschap van Barnes. Later is vast komen te staan dat McDunnough volledig verantwoordelijk was voor het onderzoek en dat de reden dat Barnes als coauteur werd vermeld uit beleefdheid was, omdat hij de collectie bezat en McDunnough's salaris betaalde.
In april 1919 nam hij ontslag en werd hij de directeur van het nieuw opgerichte Division of Systematic Entomology in Ottawa, dat verantwoordelijk was voor het beheer van de Canadese nationale insectencollectie. Hij zou deze functie voor een periode van 28 jaar vervullen. In 1946 bevatte deze collectie 5690 Noord-Amerikaanse soorten insecten. In die tijd publiceerde hij 199 artikelen over de taxonomie van insecten, waarvan 153 over vlinders en 38 over haften. Tevens schreef hij van 1921 tot 1938 voor het tijdschrift The Canadian Entomologist.
In november 1946 aanvaardde hij een betrekking bij het American Museum of Natural History in New York, waar hij drie jaar zou werken. Na het overlijden van zijn vrouw op 11 februari 1950, verhuisde hij op 2 juni 1950 naar Halifax waar hij de rest van zijn leven zou verblijven.
McDunnough bleef werkzaam tot november 1961, toen zijn slechte gezondheid hem dwong te stoppen. Eén week voor zijn overlijden verscheen zijn laatste artikel: "Notes on the Coleophoridae of the Maritime Provinces of Canada".
McDunnough was een Fellow van de Entomological Society of America en van de Royal Society of Canada. Tevens was hij erelid van The New York Entomological Society en de The Lepidopterists' Society.
- CiNii: DA13930752
- Gemeinsame Normdatei: 1055131124
- International Standard Name Identifier: 0000 0000 5042 4494
- Library of Congress Control Number: no96013455
- Nederlandse Thesaurus van Auteursnamen: 153089989
- SNAC: w69p6b38
- Système universitaire de documentation: 150640560
- Virtual International Authority File: 4520475
- WorldCat: E39PBJyGXwC484DdKJV6PJb68C